# Aquavolonida
Az Aquavolonida a Rhizaria feltehetően a Cercozoa, Endomyxa és Retaria csoportoktól független kládja.:828

## Történet
Eredetileg 10. új kládnak nevezték, végleges nevét leírásakor kapta 2018-ban, névadója az Aquavolon nemzetség, melynek 2 faját, az Aquavolon hoantranit és az Aquavolon dientranit ekkor írták le, továbbá a Lapot egy izolált csoportja is szerepelt a filogenetikai fában, de azt nem e tanulmányban írták le.:839
2018-ban Irwin et al. a Lapot gusevi leírása mellett az Aquavolonidát a Cercozoába helyezte az Endomyxa testvércsoportjaként.
2022-ben Hittorf et al. igazolták, hogy az Aquavolonida monofiletikus.

## Morfológia
Két csupasz heterodinamikus ostora van, kinetoszómái egymásra merőlegesek, és legalább 1 fibrillum köti össze.:839
4 ágából csak 2-nek (B, C) volt fenotípusadata 2018-ban, azonban morfológiai hasonlósága a Tremulidához, különleges mozgása, a környezeti szekvenálás eredménye, miszerint az A klád a leggyakoribb, a TSA-FISH-eredmények, melyek az Aquavolon morfológiájának felelnek meg, és az A és B klád valószínű testvércsoporti kapcsolata alapján úszó eukariovor ostorosok.:836
Hátulsó kinetoszómája 1 μm hosszú, 1–2 lüktető űröcske és egy sejtmag található elöl, több mitokondriuma mind csőszerű cristákkal rendelkezik. Gyorsan mozog, alkalmanként siklik.:421:839
Az Aquavolon hoantrani 7–10 μm hosszú és 3,5–5 μm széles, az Aquavolon dientrani 8,5–11 μm hosszú, a Lapot gusevi 21–34 μm hosszú és 15–22 μm széles, ez utóbbi cisztája 21 μm átmérőjű. Mindhárom rendelkezik laterális betüremkedéssel.:839
Valószínűleg többnyire kétostorú, eukariovor egysejtűekből áll.:839
A L. gusevi képes állábképzésre: nagy állábat képezhet hátul, vagy kis, széles vagy vékony állábakat bárhol.:421 Hátulsó ostora mintegy 1,5-szer hosszabb sejttesténél.:419
Az Aquavolon nemzetség fajai metabóliája lassú,:839 a Lapot gusevié gyors.

## Élőhely
Az NC10-A jobbára édesvízi planktonban él, más kládjai megtalálhatók talajban (például NC10-D és NC10-B), édesvízi üledékben, biofilmben:838 és talajvízben.

## Filogenetika
Testvércsoportja a Tremulida, az ezzel együtt alkotott kládé a 2018-ig leíratlan 12-es klád. E három klád közös csoportja testvércsoportja az Endomyxa.:838
Az Aquavolon nemzetség a B, míg a Lapot a C kládba tartozik.:833

## Genetika
18S rRNS-e 11. hélixében 2 (U–A→G–C és G–C→C(U)–G(A)), 48. hélixében A–T→C(T)–G(A) szubsztitúciója, 25. hélixe 3ʹ-töve nem kötő részében YG→AU szubsztitúciós motívuma van.:838